# Paralimnophila (Papuaphila) toxopeana
Paralimnophila (Papuaphila) toxopeana is een tweevleugelige uit de familie steltmuggen (Limoniidae). De soort komt voor in het Australaziatisch gebied.